# 파비안 에스토야노프
파비안 에스토야노프(스페인어: Fabián Estoyanoff, 1982년 9월 27일 ~ )는 우루과이의 축구 선수로 현재 CA 페닉스에서 윙어로 활동 중이며 불가리아 혈통을 갖고 있다.

## 사건
2015년 5월 7일 사우디아라비아 리야드의 킹 파흐드 국제경기장에서 열린 AFC 챔피언스리그 A조 6차전 알나스르와 레크위야의 경기에서 경기 종료 후 알 나스르의 파비안 에스토야노프가 레크위야의 남태희의 뒤를 덮쳐 얼굴을 주먹으로 가격했다. 하지만 파비안 에스토야노프는 팀과 팬들에게만 사과를 하고 정작 피해자인 남태희에게는 사과를 하지 않았다. 이 사건으로 파비안 에스토야노프는 구단 자체 징계로 연봉 50%를 삭감당했고 5월 21일 아시아 축구 연맹에서 파비안 에스토야노프에게 AFC 챔피언스리그 6경기 출전 정지와 1만 달러의 벌금 처분을 내렸다.